# Osteopilus
Osteopilus es un género de anfibios anuros de la familia Hylidae. Sus especies se distribuyen por las Antillas Mayores, las Bahamas y el sur de Florida.

## Especies
Se reconocen las 8 siguientes según ASW:
- Osteopilus crucialis (Harlan, 1826)
- Osteopilus dominicensis (Tschudi, 1838)
- Osteopilus marianae (Dunn, 1926)
- Osteopilus ocellatus (Linnaeus, 1758)
- Osteopilus pulchrilineatus (Cope, 1870)
- Osteopilus septentrionalis (Duméril & Bibron, 1841)
- Osteopilus vastus (Cope, 1871)
- Osteopilus wilderi (Dunn, 1925)